# Iglesia de San Agustín (Génova)
La Iglesia de San Agustín es un antiguo edificio de culto católico, hoy desconsagrado ubicado en la ciudad de Génova, en el norte de Italia. En la actualidad se usa como auditorio y, a veces, para representaciones del cercano Teatro della Tosse.  En las instalaciones del convento anexo a la iglesia se encuentra el Museo de Escultura y Arquitectura de Liguria , inaugurado en 1984. El complejo, muy vasto, se eleva casi en la cima de la colina de Sarzano.

## Historia
Iniciado por los agustinos en 1260, es uno de los pocos edificios góticos que quedan en la ciudad, después de las numerosas demoliciones en el siglo XIX. Tiene una fachada típica con franjas bicromadas en mármol blanco y piedra azul, con un gran rosetón en el centro. Es notable el portal ojival en cuya luneta se encuentra un fresco que representa a San Agustín obra de Giovanni Battista Merano. A los lados hay dos parteluces geminados.
El interior tiene una nave y dos pasillos divididos por arcos ojivales sostenidos por columnas robustas con capiteles cúbicos. La iglesia también tiene dos claustros ahora incluidos en un museo.

## Galería
|                       |
| Claustro y campanario |

|                     |
| Fresco de la luneta |

|          |
| Interior |

|          |
| Interior |

|            |
| Campanario |

|                     |
| Claustro triangular |

|                                 |
| Entrada al claustro (hoy museo) |